# 1349
Il 1349 (MCCCXLIX in numeri romani) è un anno  del XIV secolo.

## Eventi
- La peste nera si diffonde in Norvegia
- Due violenti terremoti coinvolgono tutto l'arco appenninico centrale (Perugia, Frosinone, Benevento, Abruzzo, Molise). Ingenti danni a Roma: crolla gran parte del perimetro esterno del Colosseo. Distrutta l'Abbazia di Montecassino. A Napoli crolla la facciata della cattedrale e viene distrutto anche il Monastero di San Vincenzo al Volturno vicino ad Isernia. Numerosi i morti.

## Nati
- 9 settembre - Alberto III d'Asburgo, nobile († 1395)
- 10 settembre - Nicola da Forca Palena, religioso italiano († 1449)
- Dante II Alighieri, nobile italiano
- Smil Flaška di Pardubice, poeta e politico ceco († 1403)
- Giovanni del Portogallo, nobile portoghese († 1397)
- Maria Angelina Ducena Paleologa, nobile serba († 1394)
- Francesco III Ordelaffi, nobile († 1405)
- Jacopo Paladini, arcivescovo cattolico italiano († 1417)
- Owain Glyndŵr, nobile e militare gallese
- Alberico da Barbiano, condottiero italiano († 1409)

## Morti
- 24 gennaio - Luchino Visconti, condottiero italiano (n. 1292)
- 26 febbraio - Fatima bint al-Ahmar, principessa araba
- 31 marzo - Isabella d'Aragona, principessa (n. 1310)
- 3 aprile - Oddone IV di Borgogna, duca (n. 1295)
- 21 aprile - Guido da Baisio I, vescovo cattolico italiano
- 20 maggio - John de Ufford, presbitero inglese
- 14 giugno - Günther XXI di Schwarzburg, sovrano tedesco (n. 1304)
- 23 giugno - Pierre Bertrand, cardinale e vescovo cattolico francese (n. 1280)
- 3 luglio - Alice Comyn, nobile scozzese (n. 1289)
- 4 luglio - Waleramo di Jülich, nobile tedesco
- 6 luglio - Margherita di Savoia, principessa
- 26 agosto - Thomas Bradwardine, teologo e matematico britannico (n. 1290)
- 3 settembre - Lamberto Balduino della Cecca, vescovo cattolico italiano
- 11 settembre - Bona di Lussemburgo, duchessa (n. 1315)
- 13 settembre - Angelo Cerretani, vescovo cattolico italiano
- 28 settembre - Caterina d'Asburgo, nobile austriaca (n. 1320)
- 29 settembre - Margaret Wake (n. 1297)
- 6 ottobre - Giovanna II di Navarra, regina (n. 1311)
- 23 ottobre - Niccolò di Lira, francescano e teologo francese
- 25 ottobre - Giacomo III di Maiorca, principe (n. 1315)
- 31 ottobre - Aymeric de Chalus, cardinale e arcivescovo cattolico francese
- 18 novembre - Federico II di Meißen, nobile tedesco (n. 1310)
- 23 novembre - Catherine Montacute, contessa di Salisbury, nobildonna inglese
- 12 dicembre - Giovanna di Borgogna, regina (n. 1293)
- Acciaiolo Acciaiuoli, banchiere e politico italiano
- Ziliola dei Bonacolsi, nobile italiana
- Roberto de' Bardi, teologo italiano (n. 1290)
- Endrighetto di Bongaio, politico italiano
- Pietro dei Faitinelli, poeta italiano
- Maria di Lituania, principessa lituana
- Raimondo Peralta, nobile, militare e politico italiano
- Francesco Ramponi, vescovo cattolico italiano
- Richard Rolle, religioso e scrittore britannico
- Gherardo V da Camino, nobile e militare italiano
- Sennuccio del Bene, poeta italiano
- Emilia della Gherardesca, nobile italiana
- Margherita di Boemia, regina (n. 1335)
- Agnolo di Ventura, scultore e architetto italiano (n. 1312)

## Calendario
| Calendario 1349 | Calendario 1349 | Calendario 1349 | Calendario 1349 | Calendario 1349 | Calendario 1349 | Calendario 1349 | Calendario 1349 | Calendario 1349 | Calendario 1349 | Calendario 1349 | Calendario 1349 | Calendario 1349 | Calendario 1349 | Calendario 1349 | Calendario 1349 | Calendario 1349 | Calendario 1349 | Calendario 1349 | Calendario 1349 | Calendario 1349 | Calendario 1349 | Calendario 1349 | Calendario 1349 | Calendario 1349 | Calendario 1349 | Calendario 1349 | Calendario 1349 | Calendario 1349 | Calendario 1349 | Calendario 1349 | Calendario 1349 | Calendario 1349 |
| --------------- | --------------- | --------------- | --------------- | --------------- | --------------- | --------------- | --------------- | --------------- | --------------- | --------------- | --------------- | --------------- | --------------- | --------------- | --------------- | --------------- | --------------- | --------------- | --------------- | --------------- | --------------- | --------------- | --------------- | --------------- | --------------- | --------------- | --------------- | --------------- | --------------- | --------------- | --------------- | --------------- |
|                 | 1               | 2               | 3               | 4               | 5               | 6               | 7               | 8               | 9               | 10              | 11              | 12              | 13              | 14              | 15              | 16              | 17              | 18              | 19              | 20              | 21              | 22              | 23              | 24              | 25              | 26              | 27              | 28              | 29              | 30              | 31              |                 |
| Gennaio         | Gi              | Ve              | Sa              | Do              | Lu              | Ma              | Me              | Gi              | Ve              | Sa              | Do              | Lu              | Ma              | Me              | Gi              | Ve              | Sa              | Do              | Lu              | Ma              | Me              | Gi              | Ve              | Sa              | Do              | Lu              | Ma              | Me              | Gi              | Ve              | Sa              |                 |
| Febbraio        | Do              | Lu              | Ma              | Me              | Gi              | Ve              | Sa              | Do              | Lu              | Ma              | Me              | Gi              | Ve              | Sa              | Do              | Lu              | Ma              | Me              | Gi              | Ve              | Sa              | Do              | Lu              | Ma              | Me              | Gi              | Ve              | Sa              |                 |                 |                 |                 |
| Marzo           | Do              | Lu              | Ma              | Me              | Gi              | Ve              | Sa              | Do              | Lu              | Ma              | Me              | Gi              | Ve              | Sa              | Do              | Lu              | Ma              | Me              | Gi              | Ve              | Sa              | Do              | Lu              | Ma              | Me              | Gi              | Ve              | Sa              | Do              | Lu              | Ma              |                 |
| Aprile          | Me              | Gi              | Ve              | Sa              | Do              | Lu              | Ma              | Me              | Gi              | Ve              | Sa              | Do              | Lu              | Ma              | Me              | Gi              | Ve              | Sa              | Do              | Lu              | Ma              | Me              | Gi              | Ve              | Sa              | Do              | Lu              | Ma              | Me              | Gi              |                 |                 |
| Maggio          | Ve              | Sa              | Do              | Lu              | Ma              | Me              | Gi              | Ve              | Sa              | Do              | Lu              | Ma              | Me              | Gi              | Ve              | Sa              | Do              | Lu              | Ma              | Me              | Gi              | Ve              | Sa              | Do              | Lu              | Ma              | Me              | Gi              | Ve              | Sa              | Do              |                 |
| Giugno          | Lu              | Ma              | Me              | Gi              | Ve              | Sa              | Do              | Lu              | Ma              | Me              | Gi              | Ve              | Sa              | Do              | Lu              | Ma              | Me              | Gi              | Ve              | Sa              | Do              | Lu              | Ma              | Me              | Gi              | Ve              | Sa              | Do              | Lu              | Ma              |                 |                 |
| Luglio          | Me              | Gi              | Ve              | Sa              | Do              | Lu              | Ma              | Me              | Gi              | Ve              | Sa              | Do              | Lu              | Ma              | Me              | Gi              | Ve              | Sa              | Do              | Lu              | Ma              | Me              | Gi              | Ve              | Sa              | Do              | Lu              | Ma              | Me              | Gi              | Ve              |                 |
| Agosto          | Sa              | Do              | Lu              | Ma              | Me              | Gi              | Ve              | Sa              | Do              | Lu              | Ma              | Me              | Gi              | Ve              | Sa              | Do              | Lu              | Ma              | Me              | Gi              | Ve              | Sa              | Do              | Lu              | Ma              | Me              | Gi              | Ve              | Sa              | Do              | Lu              |                 |
| Settembre       | Ma              | Me              | Gi              | Ve              | Sa              | Do              | Lu              | Ma              | Me              | Gi              | Ve              | Sa              | Do              | Lu              | Ma              | Me              | Gi              | Ve              | Sa              | Do              | Lu              | Ma              | Me              | Gi              | Ve              | Sa              | Do              | Lu              | Ma              | Me              |                 |                 |
| Ottobre         | Gi              | Ve              | Sa              | Do              | Lu              | Ma              | Me              | Gi              | Ve              | Sa              | Do              | Lu              | Ma              | Me              | Gi              | Ve              | Sa              | Do              | Lu              | Ma              | Me              | Gi              | Ve              | Sa              | Do              | Lu              | Ma              | Me              | Gi              | Ve              | Sa              |                 |
| Novembre        | Do              | Lu              | Ma              | Me              | Gi              | Ve              | Sa              | Do              | Lu              | Ma              | Me              | Gi              | Ve              | Sa              | Do              | Lu              | Ma              | Me              | Gi              | Ve              | Sa              | Do              | Lu              | Ma              | Me              | Gi              | Ve              | Sa              | Do              | Lu              |                 |                 |
| Dicembre        | Ma              | Me              | Gi              | Ve              | Sa              | Do              | Lu              | Ma              | Me              | Gi              | Ve              | Sa              | Do              | Lu              | Ma              | Me              | Gi              | Ve              | Sa              | Do              | Lu              | Ma              | Me              | Gi              | Ve              | Sa              | Do              | Lu              | Ma              | Me              | Gi              |                 |